# Thanatus flavescens
Thanatus flavescens là một loài nhện trong họ Philodromidae.
Loài này thuộc chi Thanatus. Thanatus flavescens được Octavius Pickard-Cambridge miêu tả năm 1876.